# Valentijn de Hingh

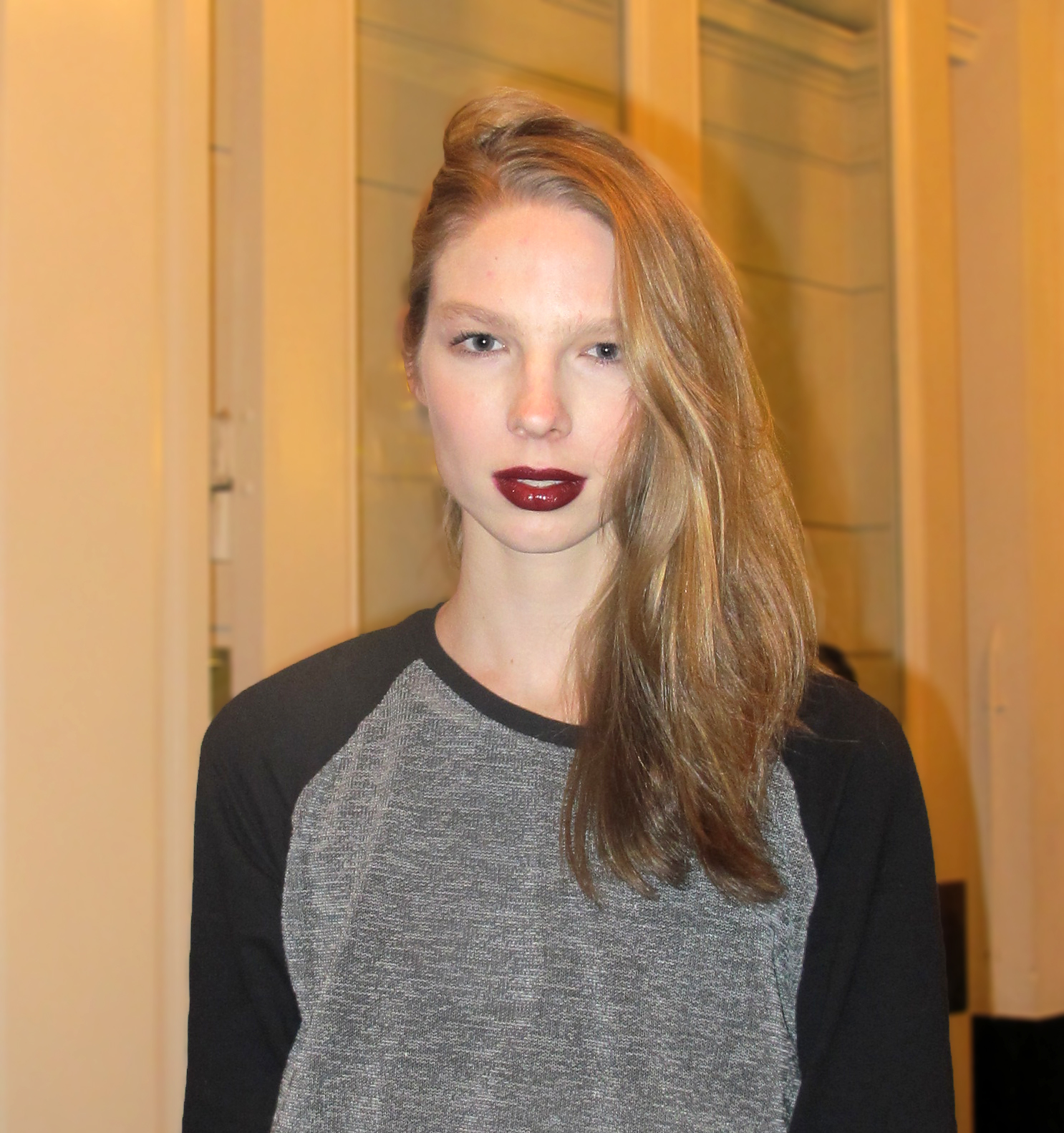
Valentijn de Hingh

Valentijn de Hingh (Amesterdão, 5 de maio de 1990) é uma modelo dos Países Baixos que representa os transexuais no EuroPride, evento que promove a visibilidade da comunidade LGBT desde 1992.